# Мемориальный дом-музей М. Богдановича
Мемориальный дом-музей М. Богдановича, полное официальное название — Центр белорусской культуры. Музей Максима Богдановича — литературный музей в Ярославле, созданный в мемориальном доме классика белорусской литературы М. А. Богдановича, где с 1912 по 1914 годы жила семья Богдановичей. На сегодняшний день это единственный в пределах города музей литературного профиля.

## История и современность
Открытие музея состоялось в декабре 1992 года. Первоначальной задачей музея стало знакомство жителей города с творческим наследием белорусского поэта, восемь из неполных двадцати шести лет прожившего в Ярославле. Первыми посетителями музея стали белорусы, волею судьбы оказавшиеся на ярославской земле. Они начали собирать при музее библиотеку изданий белорусских авторов, в том числе на белорусском языке, видеотеку и фонотеку, приносили экспонаты для этнобытовой коллекции.
Кроме того, в 1994 году в Ярославле был установлен памятник Максиму Богдановичу у главного корпуса Ярославского государственного университета, являющийся копией минского памятника.
В 1995 году расширивший свои функции музей официально получил статус Центра белорусской культуры, а в 1998 году на базе музея создаётся ярославская региональная общественная организация русско-белорусской дружбы «Сяброўства» («Товарищество»). Здесь можно услышать белорусские песни, почитать книги белорусских авторов, ознакомиться с изданиями белорусской прессы. В Центре проводятся Дни национальной белорусской кухни, музыкальные и поэтические вечера, праздники, посвящённые знаменательным датам в истории Белоруссии.

Во дворе музея Максима Богдановича. Конец июня 2011 года.

Порядка девяноста процентов посетителей музея — учащиеся. Именно поэтому одной из основных задач Центра белорусской культуры стало знакомство школьников с иными культурами, формирование механизма восприятия иних культурных традиций, разрушение стереотипа негативного восприятия чужой культуры. Музей стал регулярной площадкой для реализации проектов Ярославского регионального отделения общероссийской общественной организации «Ассамблея народов России»: проведение круглых столов и конференций ко Дню славянской письменности и культуры, проведение народных календарных праздников. Музей активно сотрудничает с такими этнокультурными организациями как: Центр возрождения русской культуры и традиций «Петропавловская слобода» и др.
Сотрудники музея стали инициаторами двух крупных авторских проектов. В 2010 году на средства гранта губернатора Ярославской области был реализован проект «Общность народов — общность культур», в котором приняло участие более двух тысяч человек. Проект носил международный характер. В 2011 году к стодвадцатилетию со дня рождения Максима Богдановича и двадцатилетию Содружества независимых государств был разработан и реализован проект «Венок дружбы», призванный познакомить жителей Ярославской области с культурой стран СНГ.